# Cardada
Cardada ist ein Ort und Aussichtspunkt (1332 m ü. M.) im Schweizer Kanton Tessin oberhalb der Gemeinde Orselina am 1671 m ü. M. hohen Berg Cimetta. Dessen Gipfel liegt etwas nordöstlich. Gern wird er auch als Hausberg von Locarno bezeichnet. In Cargada stehen zwei Restaurants zur Verfügung, auf der Cimetta eines.

## Geschichte
Auf Cimetta sind eine Sesselbahn und drei Skilifte entstanden, die 5,4 Kilometer Pistenlänge erschliessen. Sie wurden durch Ulisse Del-Grande (Vater von Justa Del-Grande, CH-Nationalmannschaft-Skirennen) erbaut. Bis 1999 wurden die Ski-Anlagen durch Ulisse Del-Grande als Eigentümer betrieben; in den Folgejahren wurde eine Aktiengesellschaft gegründet, die bis heute die Skilifte betreibt, sofern im Winter die unterschiedlichen Schneeverhältnisse es erlauben.

## Aussichtspunkte

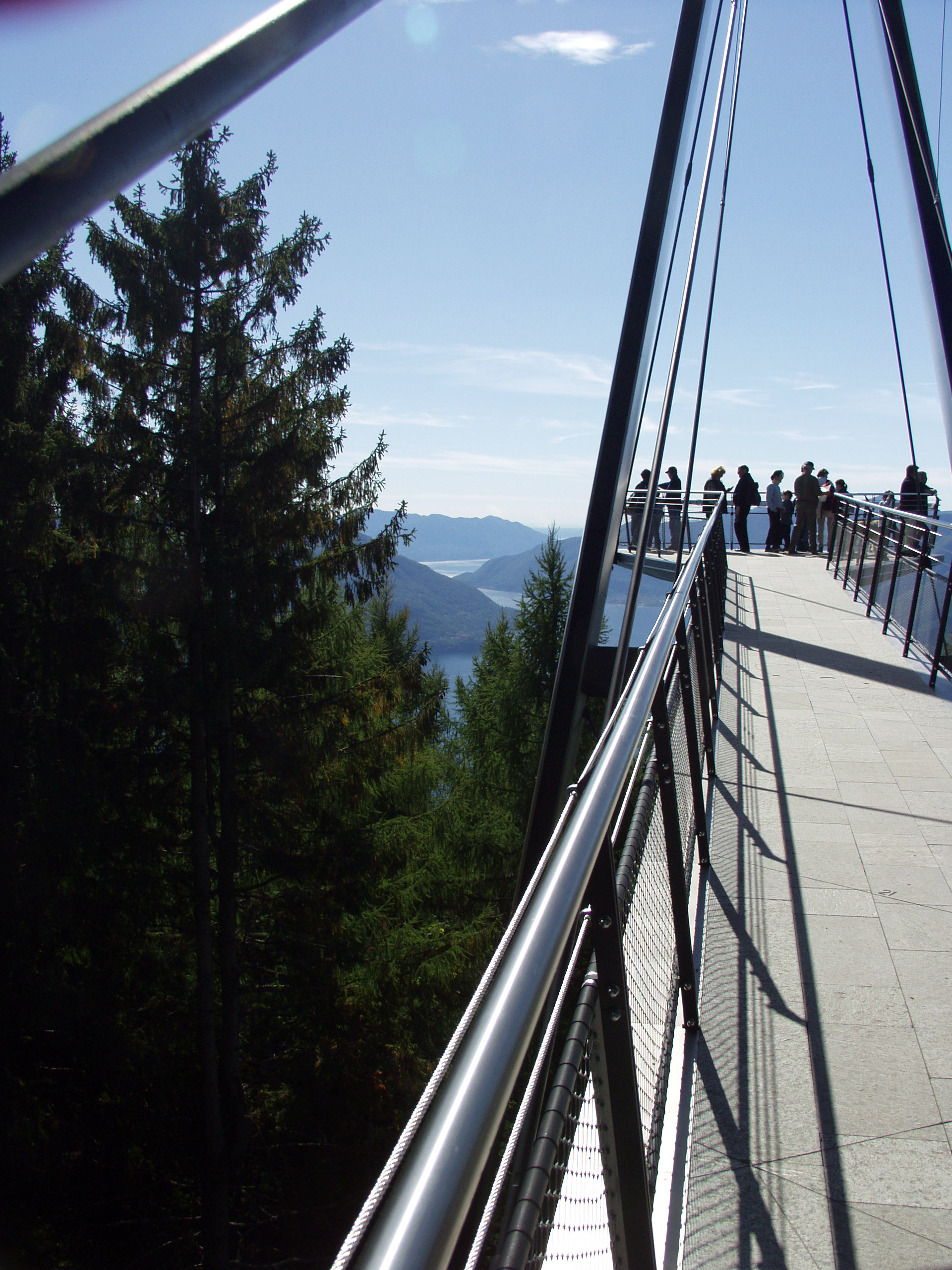
Aussichtsplattform "Passerelle"

Von der geologischen Beobachtungsstation auf Cimetta sieht man vom Delta der Maggia zwischen Locarno und Ascona – dem tiefsten Punkt der Schweiz, bis zum Monte Rosa – dem höchsten Punkt der Schweiz.
Am Südwestrand von Cardada steht ein "Passerelle" bezeichneter landschaftsgärtnerisch von Paolo Bürgi gestalteter Steg, der zwischen den Baumwipfeln des hier abfallenden Waldes hindurch zum Aussichtspunkt Ponte sospeso Cardada führt, der einen Rundblick auf den See, das Centovalli und einen Teil des Maggiatals bietet.

## Bahnen

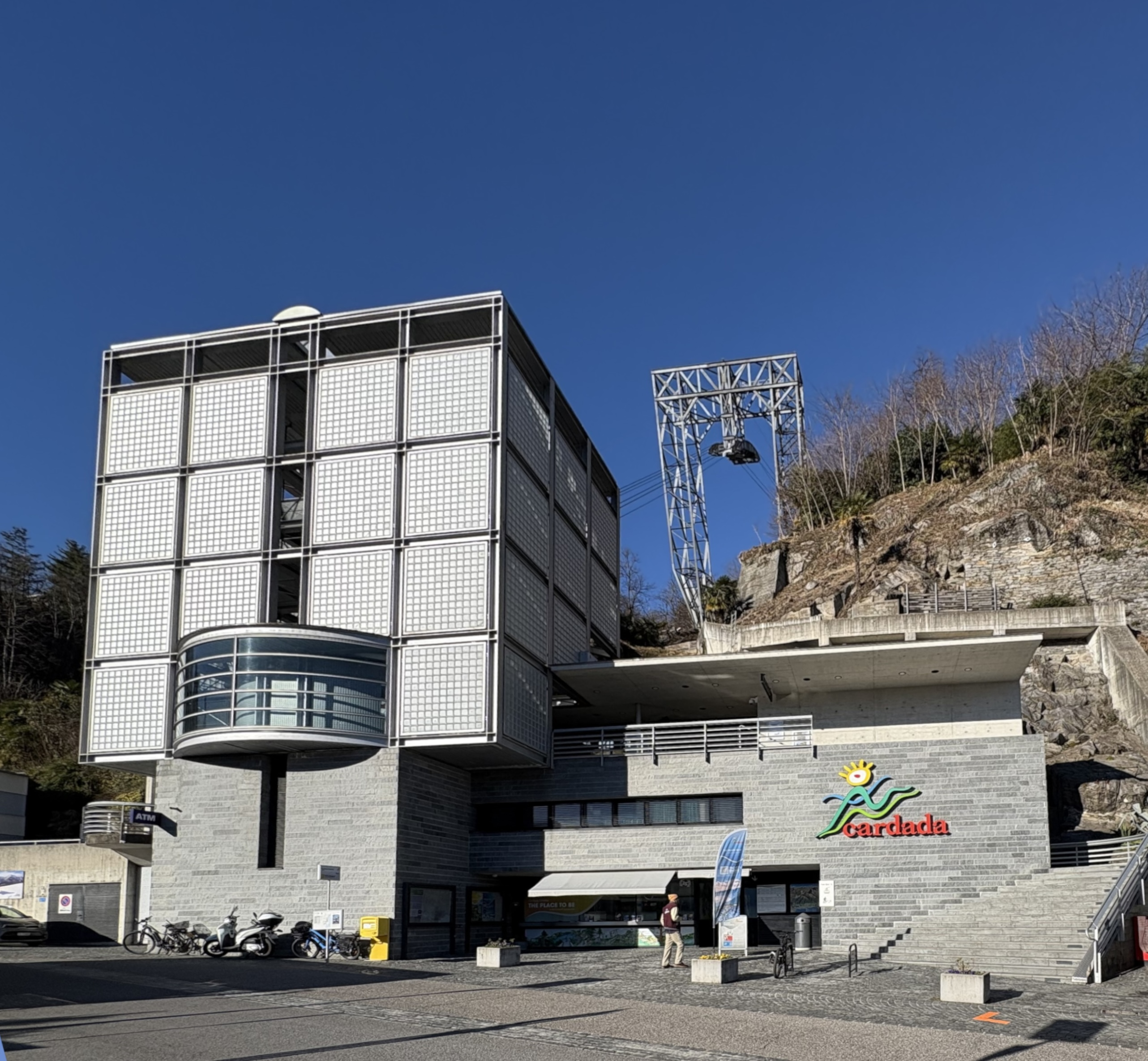
Talstation der Luftseilbahn in Orselina

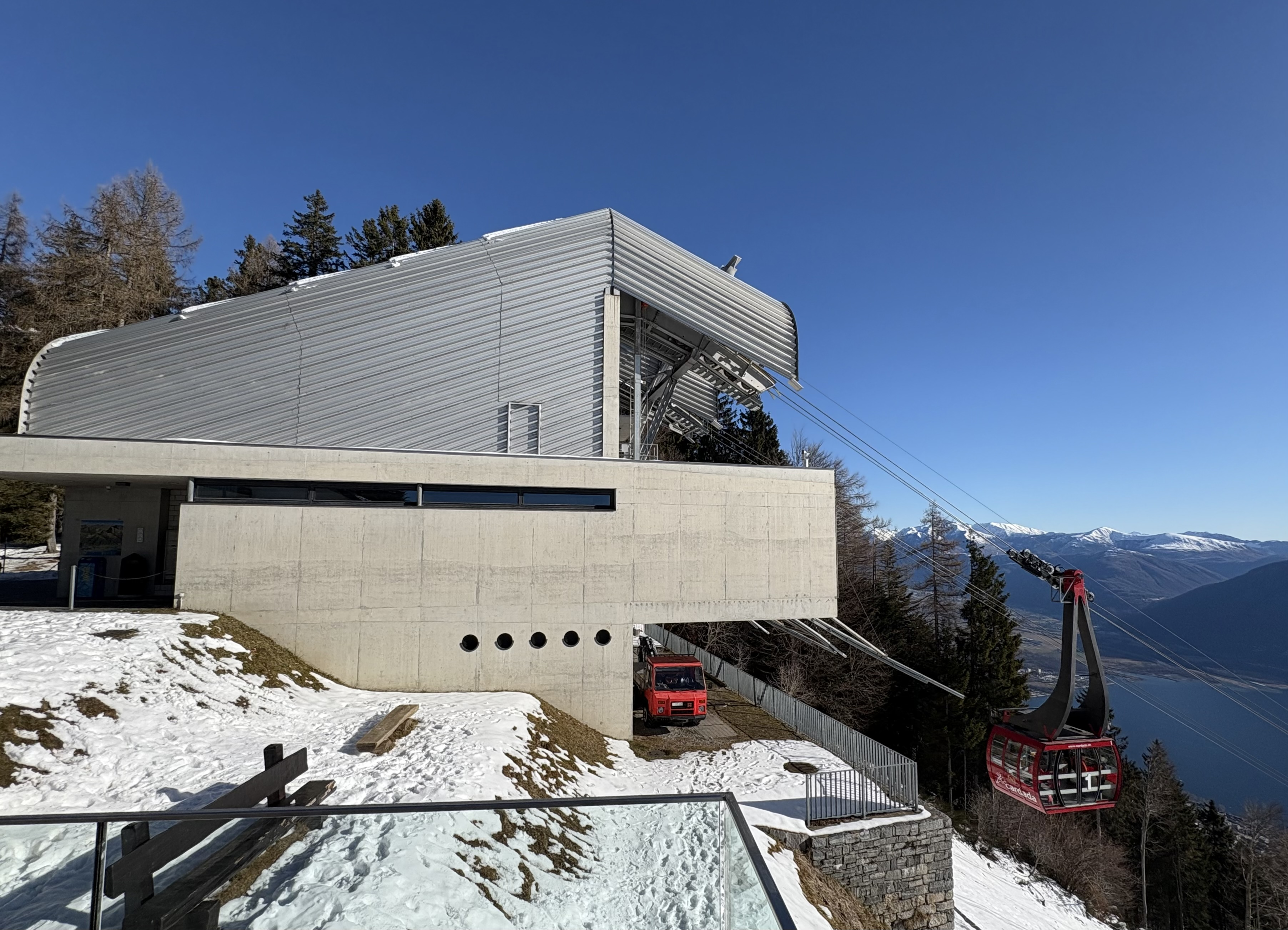
Bergstation auf Cardada

Die Standseilbahn Funicolare Locarno–Madonna del Sasso (FLMS) verbindet die Innenstadt von Locarno mit der Wallfahrtskirche Madonna del Sasso in der Gemeinde Orselina oberhalb von Locarno. In Orselina besteht neben der Bergstation Anschluss Talstation der Luftseilbahn zur Cardada.
Im Jahre 1952 wurde die erste Luftseilbahn Orselina–Cardada mit zwei 24-Personen-Kabinen durch von Roll erstellt. Zwischen 1956 und 1965 folgten die Sesselbahn Cardada–Cimetta sowie drei Skilifte. Im Laufe der Jahre wurden die Bahnen mehrmals umgebaut und modernisiert. 2000 wurde die Seilbahn zur Cardada komplett neu gebaut. Das Design der 40-plätzigen Kabinen sowie der Tal- und Bergstation wurde vom Tessiner Architekten Mario Botta entworfen. Dabei fielen die ebenso hervorragenden und architekturhistorisch wertvollen Stationsbauwerke der Vorgängerbahn des bekannten Tessiner Architekturbüros Brivio & Pedrazzini der neuen Bahn zum Opfer.

## Wandergebiet
Das Gebiet um Cardada umfasst mehrere Wanderwege, die unterschiedlich anstrengend zu bewältigen sind. Von Cardada und Cimetta aus führen Bergwanderwege zur Cima della Trosa (1869 m ü. M.) und zum Madone (2039 m ü. M.).
Cardada liegt zwischen dem Maggiatal und dem Verzascatal. Cardada (bzw. Cimmetta) ist deshalb der ideale Ausgangspunkt für Wanderungen in beide Täler: nach Avegno im Maggiatal und nach Mergoscia im Verzascatal.

### Klima
Für die Normalperiode 1991–2020 beträgt die Jahresmitteltemperatur 5,6 °C, wobei im Januar mit −1,1 °C die kältesten und im Juli mit 14,0 °C die wärmsten Monatsmitteltemperaturen gemessen werden. Im Mittel sind hier rund 126 Frosttage und 42 Eistage zu erwarten. Sommertage gibt es im Mittel in vier von fünf Jahren, während keine Hitzetage zu verzeichnen sind. Die Messstation von MeteoSchweiz liegt auf einer Höhe von 1661 m ü. M.
Der Juni-Hitzerekord in Cimetta wurde am 27. Juni 2019 mit 29,7 °C gemessen. Der Dezember 2020 war mit 54 Stunden Sonnenschein der sonnenärmste Dezember seit Messbeginn, gefolgt vom Dezember 2002 mit 85 Stunden Sonnenschein.
|                        | Jan  | Feb  | Mär  | Apr  | Mai  | Jun  | Jul  | Aug  | Sep  | Okt  | Nov  | Dez  |   |       |
| Mittl. Temperatur (°C) | −1,1 | −1,3 | 0,9  | 3,7  | 7,9  | 11,8 | 14,0 | 13,9 | 9,9  | 6,3  | 2,1  | −0,4 | ⌀ | 5,7   |
| Mittl. Tagesmax. (°C)  | 1,5  | 1,5  | 4,2  | 7,5  | 12,3 | 16,0 | 18,3 | 18,1 | 13,9 | 9,8  | 4,9  | 2,2  | ⌀ | 9,2   |
| Mittl. Tagesmin. (°C)  | −3,6 | −3,7 | −1,5 | 1,1  | 5,2  | 9,1  | 11,2 | 11,3 | 7,6  | 4,1  | 0,0  | −2,7 | ⌀ | 3,2   |
|                        |      |      |      |      |      |      |      |      |      |      |      |      |   |       |
| Niederschlag (mm)      | 49   | 50   | 73   | 132  | 179  | 178  | 147  | 194  | 189  | 196  | 159  | 64   | Σ | 1610  |
|                        |      |      |      |      |      |      |      |      |      |      |      |      |   |       |
| Sonnenstunden (h/d)    | 5,2  | 5,9  | 6,6  | 6,3  | 6,5  | 7,6  | 8,3  | 7,6  | 6,1  | 5,0  | 4,4  | 4,6  | ⌀ | 6,2   |
|                        |      |      |      |      |      |      |      |      |      |      |      |      |   |       |
| Regentage (d)          | 5,6  | 5,2  | 6,6  | 10,2 | 12,4 | 10,6 | 9,8  | 10,9 | 9,3  | 10,1 | 10,2 | 7,0  | Σ | 107,9 |
|                        |      |      |      |      |      |      |      |      |      |      |      |      |   |       |
| Luftfeuchtigkeit (%)   | 58   | 59   | 63   | 69   | 72   | 73   | 72   | 74   | 77   | 74   | 67   | 59   | ⌀ | 68,1  |

| −3,6 |

| −3,7 |

| −1,5 |

| 1,1 |

| 5,2 |

| 9,1 |

| 11,2 |

| 11,3 |

| 7,6 |

| 4,1 |

| 0,0 |

| −2,7 |

| −3,6 |

| −3,7 |

| −1,5 |

| 1,1 |

| 5,2 |

| 9,1 |

| 11,2 |

| 11,3 |

| 7,6 |

| 4,1 |

| 0,0 |

| −2,7 |